# Cratoscelis canicapilla
Cratoscelis canicapilla là một loài bọ cánh cứng trong họ Glaphyridae. Loài này được Philippi & Philippi miêu tả khoa học năm 1864.